# Mareil-en-Champagne
Mareil-en-Champagne là một xã thuộc tỉnh Sarthe trong vùng Pays-de-la-Loire tây bắc nước Pháp. Xã này nằm ở khu vực có độ cao từ 52-127 mét trên mực nước biển.
Sông Vègre tạo thành một phần ranh giới đông bắc, chảy theo hướng tây nam qua thi trấn, sau đó tạo thành phần lớn ranh giới tây nam.